# Perpetua
Perpetua és una font tipogràfica serif dissenyada per l'escultor i picapedrer anglès Eric Gill per a la Monotype Corporation. Perpetua va ser encarregada a petició de Stanley Morison, un influent historiador de la impressió i assessor de Monotype al voltant de 1925. El 1926, Morison va encarregar al gravador de punxons tipogràfics Charles Malin, gravar a mà els caràcters tipogràfics de metall. Fou la primera font encarregada per Stanley Morison per a Monotype original, que no es basava en antecedents històrics. La família Perpetua es va posar a disposició del públic com a tipografia de Monotype el 1932.